# Herleville
Herleville település Franciaországban, Somme megyében. Lakosainak száma 192 fő (2022. január 1.). Herleville Chuignes, Foucaucourt-en-Santerre, Framerville-Rainecourt, Lihons és Vermandovillers községekkel határos.

## Népesség
A település népességének változása:
| Lakosok száma | 188  | 191  | 183  | 184  | 190  | 193  | 193  | 192  |
|               | 2013 | 2015 | 2017 | 2018 | 2019 | 2020 | 2021 | 2022 |